# Forgaria nel Friuli
Forgaria nel Friuli (friülà Forgjarie) és un municipi italià, dins de la província d'Udine. L'any 2007 tenia 1.893 habitants. Limita amb els municipis de Majano, Osoppo, Pinzano al Tagliamento (PN), Ragogna, San Daniele del Friuli, Trasaghis i Vito d'Asio (PN). Fou un dels municipis afectats pel terratrèmol del Friül de 1976.

## Administració
| Període | Identitat          | Partit        |
| ------- | ------------------ | ------------- |
| 2004-   | Pierluigi Molinaro | Llista cívica |